# Фигейредо, Биа
Ана «Биа» Беатрис Каселато Гомес де Фигейредо (порт. Ana Beatriz Caselato Gomes de Figueiredo; родилась 18 марта 1985 года в Сан-Паулу, Бразилия) — бразильская автогонщица. Бронзовый призёр чемпионата IRL Indy Lights 2008 года.

## Спортивная карьера

### Ранние годы
Как и многие современные автогонщики, Биа начала свою карьеру в картинговых соревнованиях. Бианинья впервые поучаствовала в соревнованиях в восемь лет.
В 12 лет Биа становится подопечной Найлора Кампоса, помогшего в своё время раскрыться таким гонщикам как Тони Канаан, Рубенс Баррикелло, Энрике Бернольди и Андре Рибейру. Кампос берёт на себя роль её тренера и шеф-механика. Когда к 15 годам финансовые возможности семьи Фигейредо перестали удовлетворять потребности активно развивающейся карьеры Беатрис, то именно Найлор уговорил фармацевтическую компанию Medley (и её владельца Шанди Неграо — бывшего гонщика и отца другой юной надежды бразильского автоспорта — Алешандре Неграо) выступить в качестве спонсора молодого таланта.

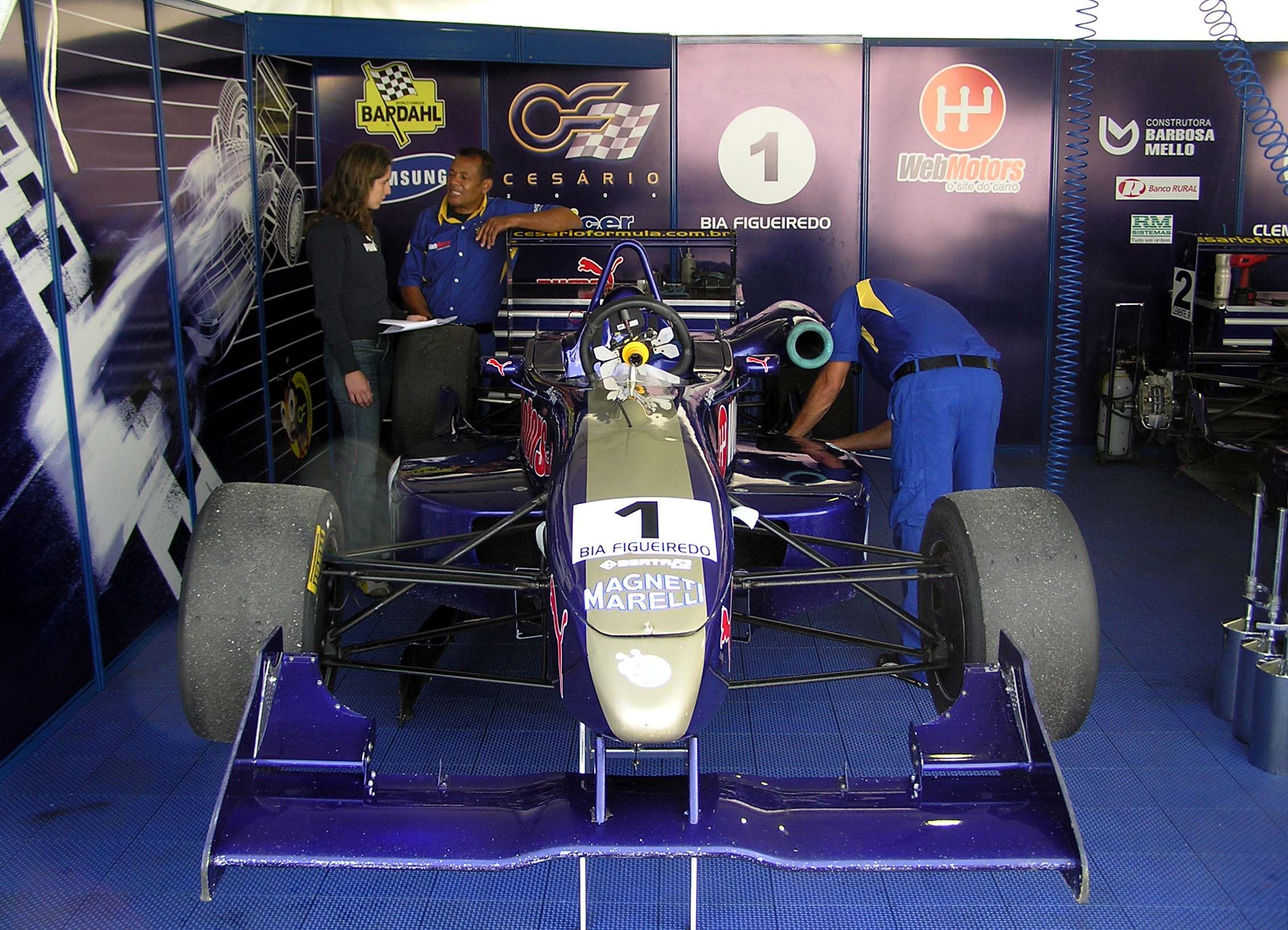
Беатрис Фигейредо (слева) со своей машиной Ф3 в 2006

Получив финансирование, Фигейредо добивается нескольких неплохих результатов, в том числе берёт Sorriso Petrobrás Kart Cup в 2003 году.
В 2003—2005 Биа проводит три сезона в национальном чемпионате Формулы-Рено, выиграв три гонки.
Сезон-2006 Беатрис проводит в континентальном чемпионате Формулы-3.

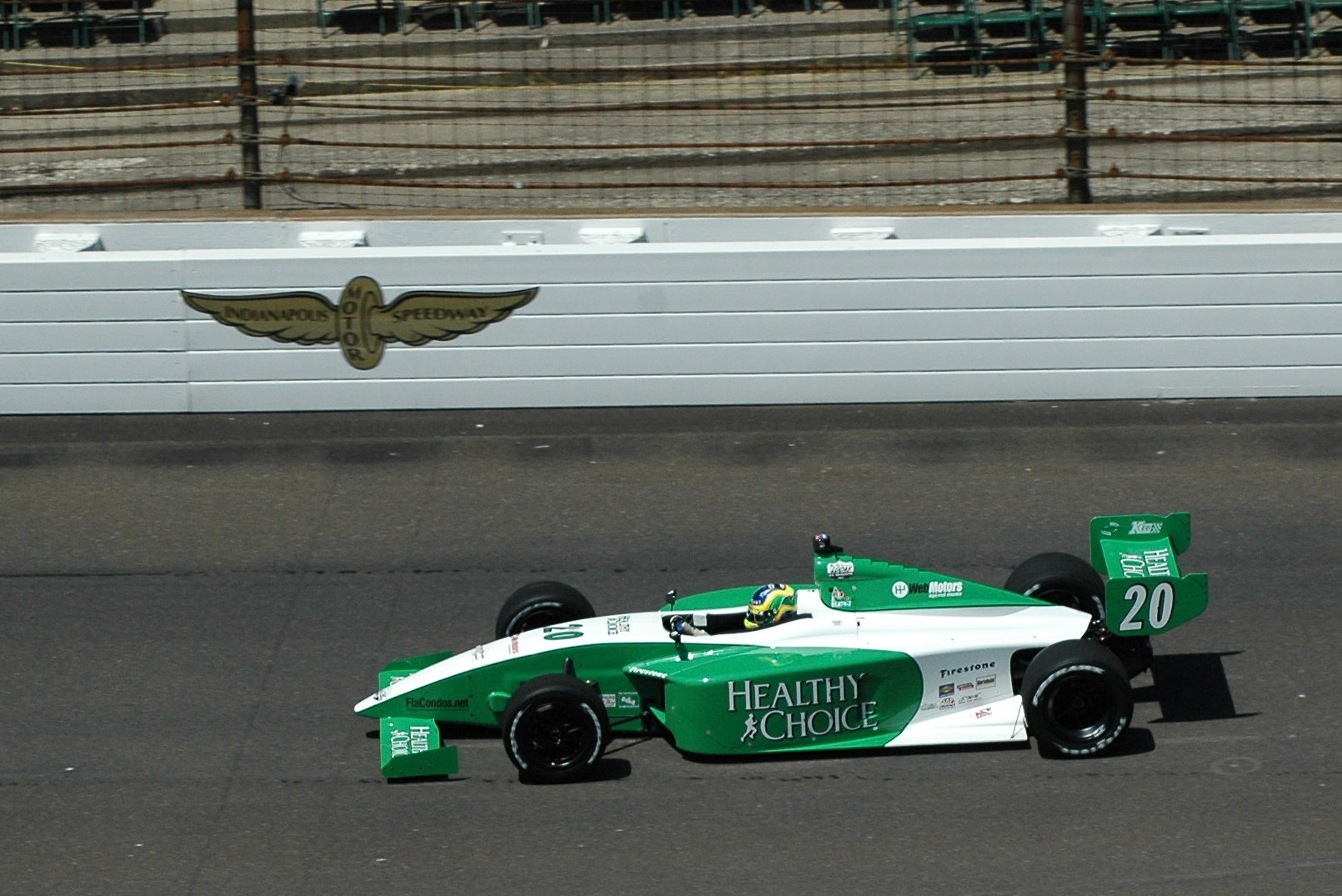
Фигейредо пилотирует на Firestone Freedom 100 в 2008

### 2008
В этом сезоне Биа покидает региональные южноамериканские соревнования, переезжая в США — выступать в юниорской серии Indy Racing League — IRL Indy Lights. Удалось подписать контракт с действующим чемпионом серии — командой Sam Schmidt Motorsports. Биа заявляется на чемпионат под именем Ана Беатрис.
В своём дебютном сезоне Фигейредо отмечается рядом примечательных достижений:
- В мае она финиширует пятой во время Firestone Freedom 100 на Индианаполис Мотор Спидвей, показывая лучший результат в этой гонке для пилотесс.[5]
- 12 июля Биа лидирует большинство кругов и одерживает свою первую победу в серии IRL Indy Lights во время этапа на Nashville Superspeedway.[6] На вопрос журналиста американского ТВ о том, не чувствует ли она себя следующей Даникой Патрик Биа ответила, что была, есть и всегда будет Биой Фигейредо и хотела бы так и войти в историю автоспорта.[7]

#### Награды
Успехи Беатрис в дебютном сезоне были отмечены многими, в том числе она получила престижный приз Тони Ренны (как главной восходящей звезде). Приз подчёркивал, что Беа смогла проявить те же качества, которыми отличался и покойный Тони — умением работать с командой, физическим здоровьем и находчивостью.
Кроме того, третье место в общем зачёте дебютного чемпионата позволило ей завоевать титул «Новичка года».

### 2009—2010
Биа продолжила гоняться за Сэма Шмидта и в 2009-м. Однако сезон получился куда менее стабильным, а появившиеся проблемы с финансированием вынудили Беатрис пропустить две гонки по ходу сезона. Тем не менее Биа выигрывает свою вторую гонку в серии — на Iowa Speedway. Сезон завершился на восьмом месте в зачёте пилотов.

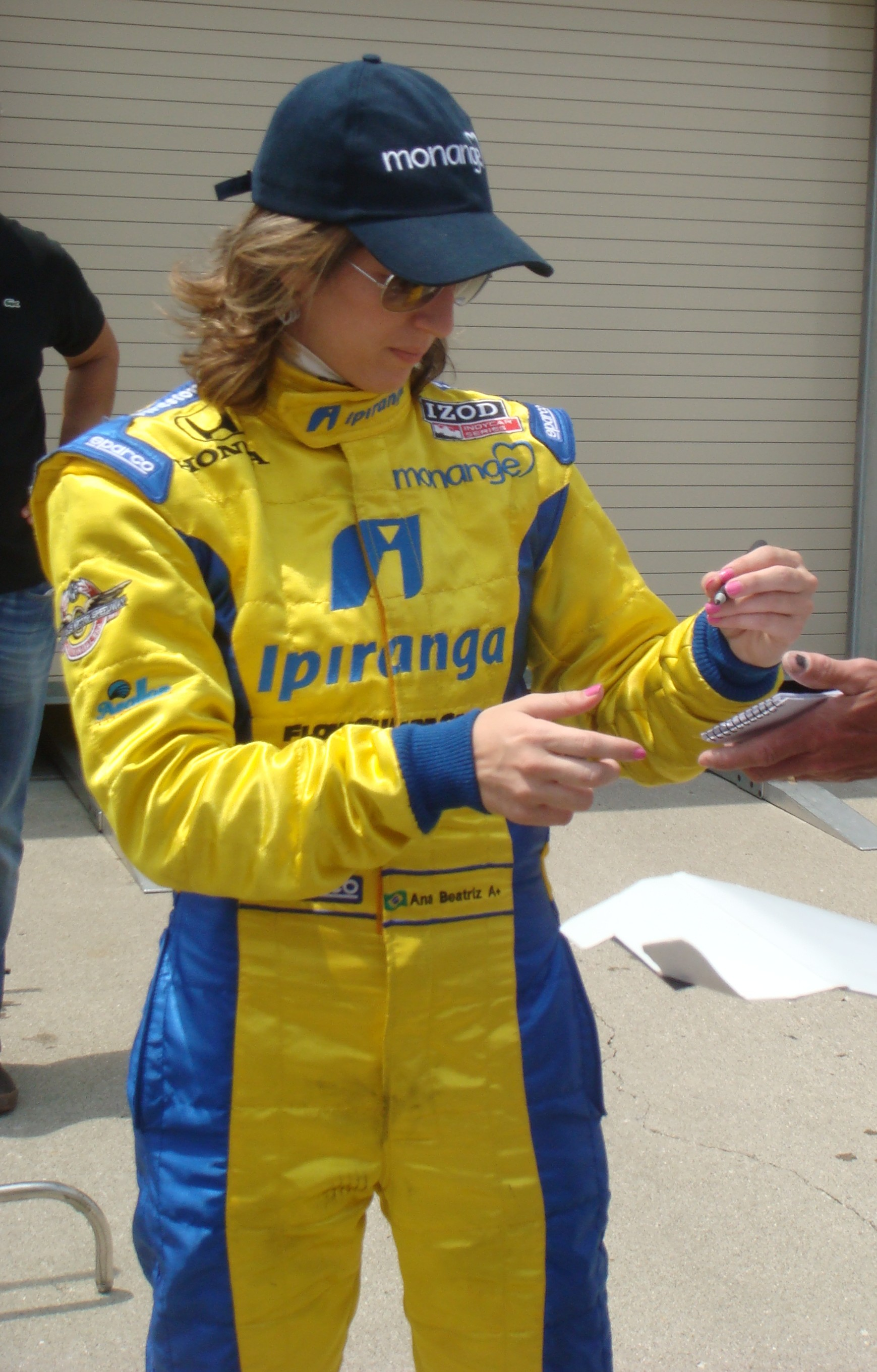
Фигейредо на Индианаполи Мотор Спидвей в мае 2010-го.

23 февраля 2010 португалоязычный сайт бразильской пилотессы сообщил, что Фигейредо сядет за руль третьей машины команды Dreyer & Reinbold Racing на дебютном этапе сезона в Сан-Паулу. 12 мая 2010 было дополнительно объявлено, что Бетрис вернётся за руль D&R во время Indy 500. По итогам четырёхкруговой серии Биа оказалась на внешней стороне седьмого ряда, показав среднюю скорость в 224,243 м/ч. Гонку завершить не удалось — на последнем круге Беатрис попала в завал, устроенный Райаном Хантер-Реем и Майком Конвеем.
Позже удалось изыскать дополнительное финансирование и занять место в свободной от Майка Конвея машине № 24 (британец надолго выбыл после той аварии на Indy 500 и периодически его заменял то тот, то другой пилот) на этапах в Джолите и Хоумстеде.
В декабре Ану пригласили поучаствовать в традиционном картинговом соревновании в Флорианополисе, организованом тогдашним пилотом Формулы-1 Фелипе Массой. Бразильянка выиграла вторую гонку, прорвавшись с 11-й стартовой позиции. В общем зачёте соревнования она заняла 4-е место и получила приз зрительских симпатий.

## Статистика результатов в моторных видах спорта

### Сводная таблица
| Год                                   | Серия                          | Результат      | Результат  | Призы                                                        |
| Год                                   | Серия                          | П, ПП, БК      | Итог       | Призы                                                        |
| Картинг                               | Картинг                        | Картинг        | Картинг    | Картинг                                                      |
| ------------------------------------- | ------------------------------ | -------------- | ---------- | ------------------------------------------------------------ |
| 2000                                  | Чемпионат Сан-Паулу (Группа B) | Финалистка     | Финалистка | Price Racing of 2000 — Картинг                               |
| 2001                                  | Чемпионат Бразилии (Группа A)  | 3е место       | 3е место   | Capacete de Ouro — Картинг                                   |
| 2001                                  | Чемпионат Сан-Паулу (Группа A) | Финалистка     | Финалистка | Capacete de Ouro — Картинг                                   |
| 2001                                  | Кубок Бразилии по картингу     | Финалистка     | Финалистка | Capacete de Ouro — Картинг                                   |
| 2002                                  | Чемпионат Бразилии (Группа A)  | Финалистка     | Финалистка | Capacete de Ouro — Картиг                                    |
| 2002                                  | Чемпионат Сан-Паулу (Группа A) | 3е место       | 3е место   | Capacete de Ouro — Картиг                                    |
| 2003                                  | Sorriso Petrobrás Kart Cup     | Титул          | Титул      |                                                              |
| 2003                                  | Petrobrás Karting Selective    | Финалистка     | Финалистка |                                                              |
| Гонки на машинах с открытыми колёсами |                                |                |            |                                                              |
| 2003                                  | Бразильская Формула-Рено       | 2 БК           |            | Новичок года                                                 |
| 2004                                  | Бразильская Формула-Рено       |                | 5-е место  |                                                              |
| 2005                                  | Бразильская Формула-Рено       | 3 победы, 3 ПП | 3-е место  | Capacete de Ouro — Формула                                   |
| 2006                                  | Южноамериканская Формула-3     |                | 5-е место  | Capacete de Ouro — Лучший гонщик, представляющий Сан-Паулу   |
| 2008                                  | Firestone Indy Lights Series   | 1 победа       | 3-е место  | Новичок года, Приз Тони Ренны, как главной восходящей звезде |
| 2009                                  | Firestone Indy Lights Series   | 1 победа       | 8-е место  |                                                              |
| 2010                                  | IRL IndyCar                    |                | 30-е место |                                                              |
| 2011                                  | IndyCar Series                 |                | 21-е место |                                                              |
| 2012                                  | IndyCar Series                 |                | 29-е место |                                                              |
| 2013                                  | IndyCar Series                 |                | 29-е место |                                                              |
| Кузовные автогонки                    |                                |                |            |                                                              |
| 2014                                  | Stock Car Brasil               |                | 32-е место |                                                              |
| 2015                                  | Stock Car Brasil               |                | 32-е место |                                                              |

### Формульные серии

#### Indy Lights
| 2008 | Schmidt | HMS 7 | STP 3  | STP 16 | KAN 14 | IND 5  | MIL 19 | IOW 3 | WGL 4 | WGL 3  | NSH 1  | MDO 14 | MDO 5  | KTY 16 | SNM 6  | SNM 3 | CHI 2 | 3-е | 449 |
| 2009 | Schmidt | STP 4 | STP 23 | LBH 5  | KAN 4  | IND 17 | -      | IOW 1 | WGL 9 | TOR 13 | EDM 12 | KTY 3  | MDO 12 | SNM 5  | CHI 14 | -     |       | 8-е | 320 |

#### IndyCar
| 2010 | Dreyer & Reinbold | SAO 13 | - | - | - | - | IND 21 | - | - | - | - | - | - | - | CHI 24 | - | - | HMS 26 | 30-е | 55 |

Жирным выделен этап, где выиграна поул-позиция.
Курсивом выделена гонка, где показан быстрейший круг.
| Сезоны | Команды | Старты | ПП | Победы | Подиумы | Top10 | Победы в Indy 500 | Титулы |
| ------ | ------- | ------ | -- | ------ | ------- | ----- | ----------------- | ------ |
| 1      | 1       | 4      | 0  | 0      | 0       | 0     | 0                 | 0      |

#### Участие в Indy 500
| Год  | Шасси   | Двигатель | Старт | Финиш | Команда           |
| ---- | ------- | --------- | ----- | ----- | ----------------- |
| 2010 | Dallara | Honda     | 21    | 21    | Dreyer & Reinbold |